# Belle en het Beest: Een Betoverd Kerstfeest
Belle en het Beest: Een Betoverd Kerstfeest (originele titel Beauty and The Beast: The Enchanted Christmas) is een Amerikaanse animatiefilm van The Walt Disney Company. De film verscheen in 1997 als direct-naar-video, en is een midquel op de in 1991 uitgebrachte film Belle en het Beest.

## Verhaal
De film speelt zich af tijdens de eerste film, tussen de scène waarin het Beest Belle redt van de wolven en het moment dat hij haar laat gaan. Belle woont nog altijd in het kasteel en het personeel probeert wanhopig haar en het beest verliefd op elkaar te laten worden om de vloek te verbreken. Kerstmis staat voor de deur en dit lijkt de ideale gelegenheid om de twee dichter bij elkaar te brengen. Het Beest verbiedt echter Kerstmis omdat hij tijdens de kerstdagen in een beest is veranderd door de tovenares en dus slechte herinneringen heeft aan deze feestdag. Belle en het personeel spannen samen om zijn mening te veranderen.
Niet al het personeel is blij met de plannen om Belle en het Beest verliefd te laten worden. Forte, een voormalig hofmuzikant die sinds de betovering is veranderd in een levend pijporgel, wil zijn nieuwe gedaante graag behouden daar hij dan onsterfelijk is. Hij stuurt zijn hulpje Fife, een levende piccolo, eropuit om de relatie tussen Belle en het Beest te verstoren.
Even lijken Fortes plannen te lukken, totdat Belle dankzij een boek dat ze zelf heeft geschreven voor het beest de kerstgedachte in hem los weet te maken. Forte probeert in een laatste wanhoopspoging het kasteel te verwoesten om zo Belle en het beest uiteen te drijven, maar het beest verslaat hem.

## Rolverdeling
| Acteur             | Personage    |
| ------------------ | ------------ |
| Paige O'Hara       | Belle        |
| Robby Benson       | Het Beest    |
| Jerry Orbach       | Lumiere      |
| David Ogden Stiers | Pendule      |
| Haley Joel Osment  | Barstje      |
| Angela Lansbury    | Mevrouw Tuit |
| Bernadette Peters  | Angelique    |
| Tim Curry          | Forte        |
| Paul Reubens       | Pieps        |

## Nederlandse stemmen
| Acteur              | Personage     |
| ------------------- | ------------- |
| Joke de Kruijf      | Belle         |
| Rob Fruithof        | Beest         |
| Arnold Gelderman    | Lumière       |
| Luc Lutz            | Pendule       |
| Victor van Swaay    | Maestro Forte |
| Henny Orri          | Mevrouw Tuit  |
| Bram Bart           | Pieps         |
| Bernadette Kraakman | Angelique     |
| Willem Rebergen     | Barstje       |
| Wim van Rooij       | Ax            |
| Maria Lindes        | Tovenares     |

## Uitgave
Belle en het Beest: Een Betoverd Kerstfeest werd voor het eerst uitgebracht op VHS op 11 november 1997.  
Op 14 oktober 1998 volgde een beperkte DVD-uitgave. Beide edities waren maar korte tijd in omloop.  
Op 12 november 2002 werd de film opnieuw uitgebracht op dvd in een speciale uitvoering. 
De film werd nogmaals heruitgegeven op 8 december 2010 nadat de eerste film opnieuw was uitgebracht op blu-ray en dvd.

## Muziek

### (Originele Soundtrack)
1. Deck the Halls
2. Stories
3. As Long As There's Christmas
4. Don't Fall In Love
5. As Long As There's Christmas (Reprise)
6. LeFou's Christmas Wish
7. A Cut Above the Rest
8. As Long As There's Christmas (End Title)
9. LeFou's Christmas Wish (Reprise)
10. We Wish You A Merry Christmas
11. Do You Hear What I Hear
12. Gaston's Lament.
13. O Come, O Come, Emmanuel/Joy To The World
14. O Christmas Tree
15. The First Noel
16. What Child Is This
17. Lefou and Gaston's Lucky Prize (Instrumentaal)
18. The Twelve Days of Christmas
19. Silent Night
20. Belle's Magical Gift (Instrumentaal)
21. Fife's Yuletide Theme (Instrumentaal)
22. The Enchanted Christmas Finale (Instrumentaal)

### (Nederlandse Soundtrack)
1. Kom De Zaal Met Hulst Versieren
2. Verhalen
3. Zolang Er Een Kerst Is
4. Word Nooit Verliefd
5. Zolang Er Een Kerst Is (Reprise)
6. Beter Dan De Rest
7. As Long As There's Christmas
8. 't Schaatsfestijn (Instrumentaal)
9. Belle's Magische Geschenk (Instrumentaal)
10. Pieps Kerstmelodie (Instrumentaal)
11. Een Betoverend Kerstfeest (Instrumentaal)

## Prijzen en nominaties
In 1998 won Belle en het Beest: Een Betoverd Kerstfeest twee “WAC Winners”:
- Beste direct-naar-video productie
- Beste regisseur van een home video (Andrew Knight)

Verder werd de film datzelfde jaar genomineerd voor een Saturn Award in de categorie “Best Home Video Release”, en vijf Annie Awards.